# Cyclocardia umnaka
Cyclocardia umnaka is een tweekleppigensoort uit de familie van de Carditidae. De wetenschappelijke naam van de soort is voor het eerst geldig gepubliceerd in 1932 door Willett.